# Jeanne d'Arc (jeu vidéo, 2004)
Pour les articles homonymes, voir Jeanne d'Arc (homonymie).
Jeanne d'Arc, également connu sous le nom Wars and Warriors: Joan of Arc, est un jeu vidéo de type beat them all, développé et édité par Enlight Software et commercialisé à partir de 2004.

## Système de jeu
Le jeu consiste à combattre les armées anglaises. Il permet de contrôler des personnages, dont Jeanne d'Arc, à la première (pour les combats à l'arc) ou à la troisième personne. Un aspect jeu de rôle permet d'améliorer ses personnages. Des phases stratégiques permettent de contrôler des soldats.

## Réception
La presse spécialisée a fraîchement accueilli le jeu. Le gameplay simpliste n'est pas sauvé par une réalisation et des graphismes moyens. Des problèmes de caméra et de précision des contrôles nuisent également à l'expérience de jeu.